# Slavko Štrukelj
Slavko Štrukelj, slovenski operni pevec (tenorist), * 31. maj 1913, Ljubljana, † 3. januar 1995, Ljubljana
Štrukelj je po končanem študiju pri prof. J. Betettu na ljubljanskem Državnem konzervatoriju leta 1944 debitiral v ljubljanski operi in tu pel do upokojitve leta 1971. Imel je obsežen glas in igralski dar, a je nastopal le v manjših vlogah. Ustvaril je kar lepo število odličnih kreacij, med njimi pa zagotovo izstopa kreacija cirkuškega ravnatelja v operi Prodana nevesta.